# 30 lutego

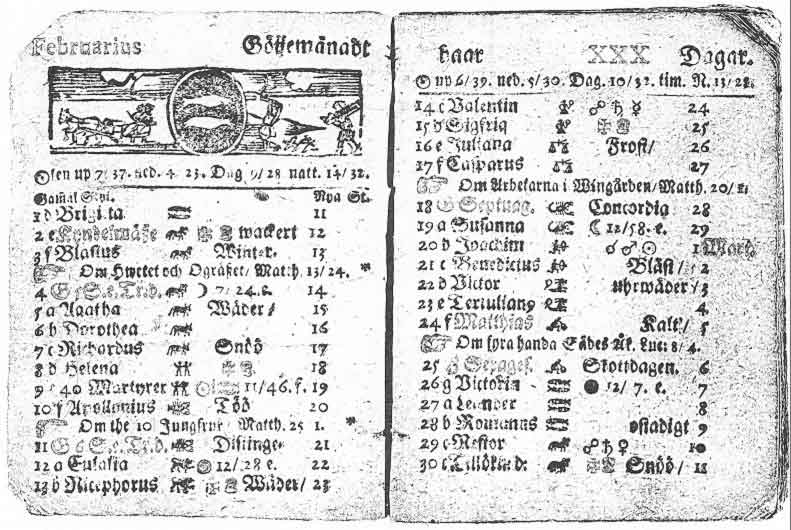
Rycina przedstawiająca kalendarz szwedzki z dniem 30 lutego.

30 lutego – luty ma 28 dni, a w latach przestępnych 29, jednak raz w historii zdarzyło się, że miał 30 dni. Sytuacja taka miała jednak wyłącznie charakter lokalny, tj. dotyczyła tylko jednego kraju.
W roku 1712 w Szwecji, w związku z rezygnacją z przejścia przez ten kraj na kalendarz gregoriański i tym samym wyrównaniem różnicy w rachubie czasu, luty miał 30 dni.
Inaczej niż wiele krajów katolickich, protestancka Szwecja nie przyjęła kalendarza gregoriańskiego w XVI wieku. W chwili jego wprowadzenia dekretem papieskim z 1582 roku różnica między nim a wcześniej obowiązującym kalendarzem juliańskim wynosiła 10 dni, z czasem powiększyła się do 11 dni. Ostatecznie w końcu XVII wieku szwedzkie władze podjęły decyzję o przejściu na nowy system liczenia czasu. Jednak, inaczej niż inne kraje protestanckie przyjmujące w tym okresie kalendarz gregoriański, Szwecja postanowiła nie dodawać od razu 11 dni w jednym roku, a rozłożyć to przejście w czasie: omijając wszystkie dni przestępne pomiędzy 1700 a 1740 rokiem. Do 1740 roku miano również obchodzić Wielkanoc zgodnie z kalendarzem juliańskim, po czym miano przesunąć święta na datę wynikającą z wyliczeń szwedzkich astronomów. Reforma kalendarzowa objęła także zależną od Szwecji Finlandię, ale nie szwedzkie posiadłości w krajach niemieckich, które – podobnie jak reszta krajów protestanckich – przyjęły kalendarz gregoriański w 1700 roku.
Faktycznie w lutym 1700 roku pominięto w kalendarzu datę 29 lutego, jednak wkrótce zaczęła się Wielka Wojna Północna, w związku z którą o przesunięciu kalendarza zapomniano w następnych latach przestępnych – w 1704 i 1708 roku. Powstał w ten sposób osobny kalendarz szwedzki, przesunięty zarówno względem juliańskiego, jak i gregoriańskiego. Problem spróbowano naprawić w 1712 roku przyjmując na powrót kalendarz juliański i dodając w lutym dodatkowy, 30. dzień. 30 lutego w kalendarzu szwedzkim odpowiadał dacie 29 lutego w kalendarzu juliańskim i 11 marca w gregoriańskim. Ostatecznie, zgodnie z pierwotnym planem, w 1740 roku Szwecja zaczęła obchodzić święta wielkanocne zgodnie z wyliczeniami własnych naukowców, w innym terminie niż reszta krajów katolickich i protestanckich. W 1753 roku ostatecznie przyjęła kalendarz gregoriański w najprostszy sposób, poprzez opuszczenie ostatnich 12 dni lutego: po 17 lutego nastąpił od razu 1 marca. Własnego terminu świąt wielkanocnych używano w Szwecji i krajach od niej zależnych aż do 1844 roku, kiedy przyjęto rozwiązania stosowane w innych krajach.

## Współczesne koncepcje
W opracowanej przez Amerykankę Elisabeth Achelis w roku 1930 reformie kalendarza, nazywanej przez zwolenników „World Calendar”, długości miesięcy są inne, niż we współczesnym kalendarzu gregoriańskim, a w tym – luty ma zawsze 30 dni. Rok przestępny według propozycji E. Achelis tworzono by nie przez dodanie dodatkowego dnia do lutego, tylko przez dodanie dodatkowego „Dnia Roku Przestępnego”, bez przypisanej daty ani przypisanego dnia tygodnia, pomiędzy sobotą 30 czerwca a niedzielą 1 lipca takiego roku. Dzień taki miałby być z założenia dniem wolnym od pracy.